# Nasrabad (Razavi Khorasan)
Nasrābād (farsi نصرآباد) è una città dello shahrestān di Torbat-e-Jam, circoscrizione di Nasrabad, nella provincia del Razavi Khorasan in Iran. Aveva, nel 2006, una popolazione di 6.835 abitanti. La città si trova a nord-ovest di Torbat-e-Jam, sulla strada che conduce a Mashhad.